# John Cabot
Giovanni Caboto (oko 1450. – oko 1499.), poznat i kao John Cabot, je bio talijanski moreplovac i istraživač kojeg se obično smatra prvim Europljaninom koji je otkrio kopno Sjeverne Amerike, 1497.
Cabot je rođen 1451. (točan datum i mjesto nisu sigurni). U mladosti se preselio u Veneciju i postao njen građanin.
Poput ostalih talijanskih istraživača tog toba, kao što su Kristofor Kolumbo (Cristoforo Colombo), Cabot je učinio drugu zemlju bazom svojih operacija. Za Cabota to je bila Engleska.
Cabot je zapamćen u Bristolu po utvrdi Cabot Tower, izrađenoj 1897. (na 400-tu godišnjicu otkrića), po replici broda Matthew i kipu istraživača u luci.